# Spencer Garrett
Spencer Garrett (* 19. September 1963 in Los Angeles, Kalifornien) ist ein US-amerikanischer Schauspieler.

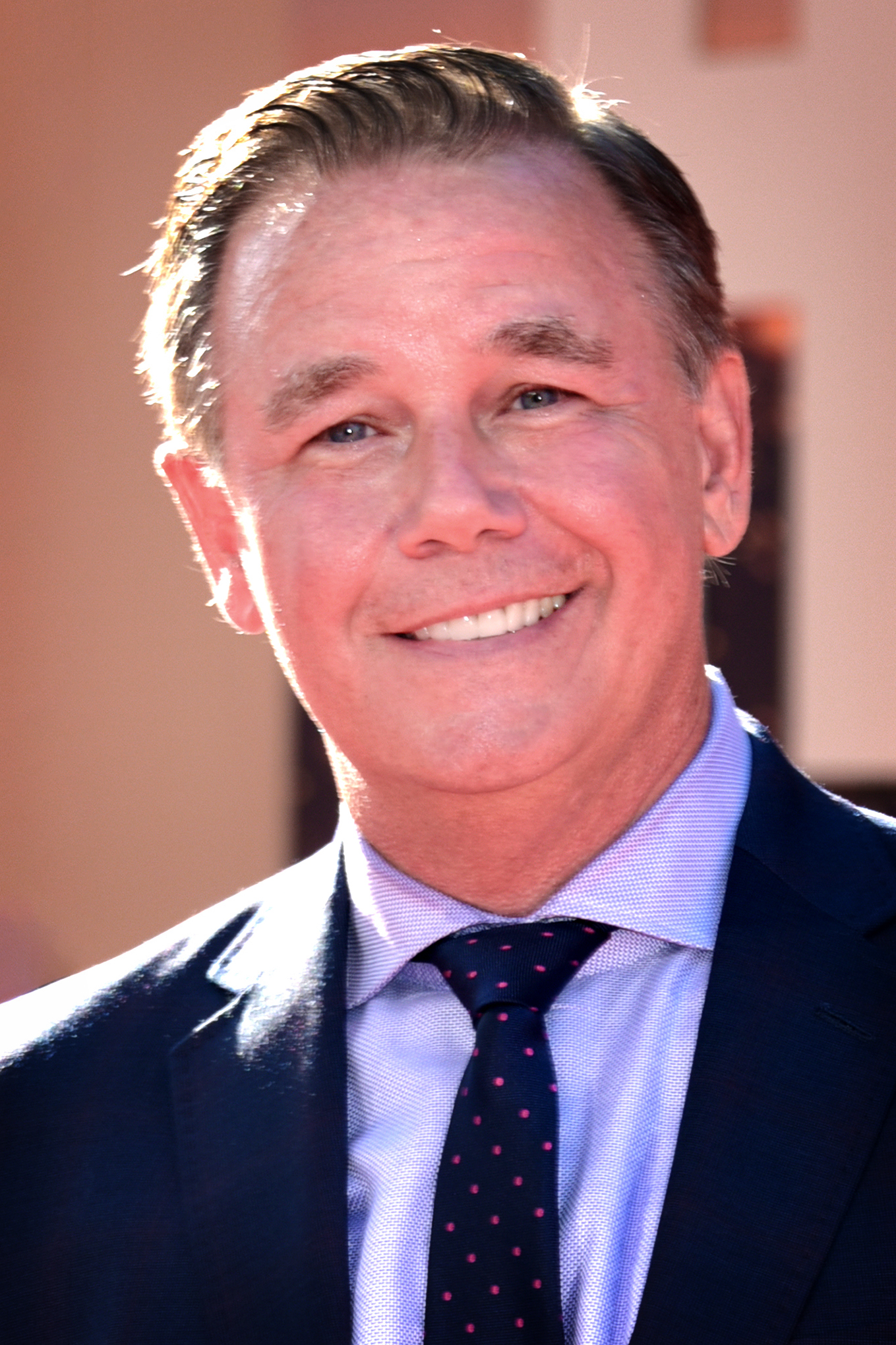
Spencer Garrett 2019

## Leben und Wirken
Spencer Garrett wuchs in Los Angeles und im Bundesstaat New York auf. Später besuchte er dann die Duke University in Durham (North Carolina) und die Fordham University in New York City, bevor er ein Theaterstudium bei dem renommierten Schauspiellehrer Sanford Meisner begann.
Seit Ende der 1980er Jahre hat Spencer Garrett in zahlreichen, darunter auch sehr bekannten US-amerikanischen Fernsehserien mitgewirkt. Daneben folgten auch Auftritte in Fernseh- und Kinofilmen. Außerdem war er in einigen Blockbustern wie Transformers – Die Rache, Public Enemies oder Air Force One zu sehen. Bisher hat Spencer Garrett überwiegend Nebenrollen gespielt. Sein Schaffen umfasst mehr als 160 Film- und Fernsehproduktionen.
In dem in Deutschland umstrittenen Kinofilm Tal der Wölfe – Irak hat er einen denkwürdigen Auftritt. Garrett spielt den US-Journalisten George Baltimore, der im Irak von Al-Qaida-Anhängern entführt wird und vor laufender Kamera enthauptet werden soll. Dies wird von einem Qādirīya-Scheich in letzter Minute verhindert.
2017 wurde er in die Academy of Motion Picture Arts and Sciences (AMPAS) aufgenommen, die jährlich die Oscars vergibt.

## Filmografie (Auswahl)
- 1989: Love and Other Sorrows (Fernsehfilm)
- 1989: Shannon – Sein schwerster Fall (Fernsehfilm)
- 1990: Dallas (Fernsehserie, Folge 13x13 A Tale of Two Cities)
- 1990: 21 Jump Street – Tatort Klassenzimmer (21 Jump Street, Fernsehserie, Folge 4x17 Hi Mom)
- 1991: Raumschiff Enterprise – Das nächste Jahrhundert (Star Trek: The Next Generation, Fernsehserie, Folge 4x21 The Drumhead)
- 1991–1993: Die Staatsanwältin und der Cop (Reasonable Doubts, Fernsehserie, 8 Folgen)
- 1993–1996: Mord ist ihr Hobby (Murder, She Wrote, Fernsehserie, 2 Folgen)
- 1994: Dr. Quinn – Ärztin aus Leidenschaft (Dr. Quinn, Medicine Woman, Fernsehserie, Folge 2x17 Buffalo Soldiers)
- 1994: The Crow – Die Krähe (The Crow, Stimme)
- 1994: Tod aus dem All (Without Warning, Fernsehfilm)
- 1995: Alle unter einem Dach (Family Matters, Fernsehserie, 2 Folgen)
- 1995: Der wunderliche Mr. Cox (The Stars Fell on Henrietta)
- 1995–2004: JAG – Im Auftrag der Ehre (JAG, Fernsehserie, 2 Folgen)
- 1996: Einsatz in der Flammenhölle (Smoke Jumpers, Fernsehfilm)
- 1996: Driven
- 1996: Albino Alligator
- 1996: Ein Wink des Himmels (Promised Land, Fernsehserie, Folge 1x11 Christmas)
- 1996: Das Attentat (Ghosts of Mississippi)
- 1997: Codename Apocalypse (The Apocalypse)
- 1997: George – Der aus dem Dschungel kam (George of the Jungle)
- 1997: Air Force One
- 1998: The Truth About Juliet
- 1998: The Tiger Woods Story (Fernsehfilm)
- 1998: Permanent Midnight – Voll auf Droge (Permanent Midnight)
- 1998: Columbo: Das Aschenpuzzle (Ashes to Ashes, Fernsehreihe)
- 1998: Practice – Die Anwälte (The Practice, Fernsehserie, 2 Folgen)
- 1999: Dill Scallion
- 1999: Ein Hauch von Himmel (Touched by an Angel, Fernsehserie, Folge 5x20 Into the Fire)
- 1999: Logan – Im Hotel des Todes (Hard Time: Hostage Hotel, Fernsehfilm)
- 1999–2002: Für alle Fälle Amy (Judging Amy, Fernsehserie, 4 Folgen)
- 2000: Akte X – Die unheimlichen Fälle des FBI (The X-Files, Fernsehserie, Folge 7x10 Sein und Zeit)
- 2000: Star Trek: Raumschiff Voyager (Star Trek: Voyager, Fernsehserie, 2 Folgen)
- 2000–2004: Law & Order (Fernsehserie, 3 Folgen)
- 2001: Lovely & Amazing
- 2001: CSI: Den Tätern auf der Spur (CSI: Crime Scene Investigation, Fernsehserie, Folge 2x11 Organ Grinder)
- 2001–2002: Invisible Man – Der Unsichtbare (The Invisible Man, Fernsehserie, 8 Folgen)
- 2002: The District – Einsatz in Washington (The District, Fernsehserie, Folge 2x18 Shades of Gray)
- 2003: Crossing Jordan – Pathologin mit Profil (Crossing Jordan, Fernsehserie, Folge 2x16 Conspiracy)
- 2003: Without a Trace – Spurlos verschwunden (Without a Trace, Fernsehserie, Folge 1x21 Are You Now or Have You Ever Been)
- 2003: Dickie Roberts: Kinderstar (Dickie Roberts: Former Child Star)
- 2003: Carnivàle (Fernsehserie, 2 Folgen)
- 2003: Haus aus Sand und Nebel (House of Sand and Fog)
- 2004: Las Vegas (Fernsehserie, Folge 2x02 The Count of Montecito)
- 2004: Cold Case – Kein Opfer ist je vergessen (Cold Case, Fernsehserie, Folge 2x07 It’s Raining Men)
- 2005: Thank You for Smoking
- 2005: Close to Home (Fernsehserie, Folge 1x10 Baseball Murder)
- 2006: Tal der Wölfe – Irak (Kurtlar vadisi – Irak)
- 2006: E-Ring – Military Minds (E-Ring, Fernsehserie, Folge 1x20 Hard Cell)
- 2006: Bobby
- 2007: Football Wives (Fernsehfilm)
- 2007: 24 (Fernsehserie, Folge 6x22 Day 6: 3:00 a.m.-4:00 a.m.)
- 2007: Ich weiß, wer mich getötet hat (I Know Who Killed Me)
- 2007: Der Krieg des Charlie Wilson (Charlie Wilson’s War)
- 2007: Supernatural (Fernsehserie, Folge 3x08 A Very Supernatural Christmas)
- 2008: 21
- 2008: The Lucky Ones
- 2008: Der Ja-Sager (Yes Man)
- 2009: The Mentalist (Fernsehserie, Folge 1x12 Red Rum)
- 2009: Criminal Minds (Fernsehserie, Folge 4x21 A Shade of Gray)
- 2009: Public Enemies
- 2009: Transformers – Die Rache (Transformers: Revenge of the Fallen)
- 2009: The Consultants
- 2009: Lie to Me (Fernsehserie, Folge 2x05 Grievous Bodily Harm)
- 2009–2010: Medium – Nichts bleibt verborgen (Fernsehserie, 2 Folgen)
- 2010: Casino Jack
- 2010: Dein Weg (The Way)
- 2010: Leverage (Fernsehserie, Folge 3x13 Böses Erwachen)
- 2013: Iron Man 3
- 2014–2015: Satisfaction (Fernsehserie, 11 Folgen)
- 2017: Bosch (Fernsehserie, 7 Folgen)
- 2018: Der Spitzenkandidat
- 2019: Once Upon a Time in Hollywood
- 2019–2021: For All Mankind (Fernsehserie, 8 Folgen)
- 2022: Blond (Blonde)

## Diverses
Spencer Garretts Mutter ist die Schauspielerin Kathleen Nolan, die zweimal Vorsitzende der US-amerikanischen Schauspielergewerkschaft Screen Actors Guild war.